# Cruz y Ortiz
Cruz y Ortiz Arquitectos è uno studio di architettura spagnolo formato da Antonio Cruz Villalón e Antonio Ortiz García, entrambi laureati all'Universidad Politécnica de Madrid nel 1971. Lo studio ha tre sedi: a Siviglia, Madrid e Amsterdam.

## Opere
- (1973-1976) Appartamenti in calle Doña María Coronel a Siviglia.
- (1981-1986) Adattamento dell'Archivo histórico provincial della Casa de las Cadenas a Cadice.
- (1982-1987) Archivio Municipale Hemeroteca Municipal de Siviglia nell'edificio dell'antico tribunale di Siviglia.
- (1986-1989) Appartamenti in Carabanchel, a Madrid.
- (1987-1991) Stazione di Sevilla-Santa Justa a Siviglia.
- (1986-1989) Adattamento per museo del Mar del Baluarte de la Candelaria a Cadice.
- (1988-1992) Appartamenti unifamiliari a Tharsis, Huelva.
- (1989.1991) Appartamenti a Chiclana, Cadice. Urbanizzazione Santi Pretri.
- (1988) Stadio di Chapín a Jerez de la Frontera e ristrutturazione e ampliamento dello stesso nel 1999.
- (1989-1994) Stadio Olimpico, Madrid
- (1990-1993) Stazione degli autobus di Huelva.
- (1997-2003) Ristrutturazione e ampliamento della stazione ferroviaria di Basilea.
- (1991-1995) Edificio sede della Diputación Provincial de Siviglia.
- (1994-1995) Porto marittimo di Chipiona.
- (1995-1999) Biblioteca pubblica statale - Biblioteca Provincial Infanta Elena di Siviglia.
- (1997-1999) Estadio Olímpico de la Cartuja di Siviglia.
- (1998-2000) Padiglione Spagna per Expo 2000.
- (1999-2002) Centro visitatori specializzato nel Mundo Marino nel Parque Dunar. Almonte. Doñana, Huelva.
- (1999-2002) Appartamenti Patio Siviglia a Maastricht.
- (2002-2007) Atelierbuilding, Edificio per la ristrutturazione delle opere del Rijksmuseum. Amsterdam.
- (1999-2009) Edificio Amministrativo negli appezzamenti del Polígono de Almanjáyar. Granada.
- (2003-2013) Ristrutturazione del Rijksmuseum de Amsterdam.
- (2003-07) Appartamenti a Sabadell.
- (2006-2015) Edificio amministrativo in Calle Pablo Picasso 1. Siviglia.
- (2006-2014) Campus Universitario di Scienze della Salute a Granada.
- (2006-2014) Edificio dei Servizi Generali, Campus Universitario della Facoltà di Scienze della Salute dell'Università di Granada.
- (2006-2014) Facoltà di Medicina, Campus Universitario della Facoltà di Scienze della Salute a Granada.
- (2007-2010) Facoltà di Scienze dell'Educazione dell'Università di Siviglia
- (2009-2012) Ristrutturazione dello Stadio Olimpico di Madrid